# 楊嗣昌
楊嗣昌（1588年—1641年），字文弱，號字微，湖廣武陵（今湖南常德）人，祖籍直隸建平（今安徽郎溪）。明末政治、軍事人物。出身門閥，祖父楊時芳乃武陵名士，父親楊鶴以督軍著世，嗣昌為人雅好文藝，博聞強記、有辯才、文筆，與名流袁宏道、袁中道、鍾惺等來往。亦喜軍事，設「四正六隅」之策以滅流寇，一度頗有成效，後流寇復起，李自成烹殺福王朱常洵，張獻忠焚殺襄王朱翊銘，嗣昌憂悸以病卒，追赠太子太保。葬桃源金厂溪。

## 生平
楊嗣昌於萬曆三十八年（1610年）中進士。历任杭州府儒學教授、南京国子监博士、户部郎中。天啟年間因受阉党排挤，称病归里。
崇祯元年（1628年），起为河南副使，加右参政。升任右佥都御史，巡抚永平。崇祯三年（1630年）任山石道（抚宁境内山海路、石门路），崇祯六年（1633年）升山海关巡抚。官至兵部尚书。
崇祯十年（1637年）三月，帝召杨嗣昌至京师，兩人談話後，帝曰：“恨用卿晚。”六月，被任为礼部尚书兼东阁大学士，入参机务。崇禎十一年（1638年），奏请修缮常德府城，“三年而完工，撤旧易新，极其壮固”。嗣昌力主“安內方可攘外”，提出“四正六隅，十面張網”戰術，各個擊破。所謂“四正”是陝西、河南、湖廣、鳳陽四鎮，“六隅”則是延綏、山西、山東、應天、江西、四川六區。集合“四正六隅”為十面羅網，各有側重，協同配合，“隨賊所向，專任剿殺”。嗣昌增兵十四萬，加餉銀二百八十萬兩。由熊文燦為五省軍務總理，剿撫兼施。此舉在一年內頗見成效。張獻忠、羅汝才等闖軍兵敗降明，李自成在渭南潼關南原遭遇洪承疇、孫傳庭的埋伏被擊潰，帶著劉宗敏等殘部17人躲到陝西東南的商洛山中。
同年冬天，清軍三路大軍第四度南侵，燕京震動，崇禎帝和戰不定，楊嗣昌時任禮部尚書兼東閣大學士，力主議和。嗣昌深知朝廷兵力、财力不足以支持两线作战，故提出“攘外必先安内”的建议；但盧象昇主張堅決抵抗，遂率諸將分道出擊，與清軍戰於慶都、真定（今河北望都、正定）等地。然嗣昌手握兵權，事事掣肘象昇，象昇屢戰失利，最後戰死沙場。大學士楊嗣昌卻一意誣陷象昇臨陣脫逃，派士卒俞振龍等三人前往查看。俞振龍不畏淫威，堅持指認象昇遺體，「嗣昌怒，鞭之三日夜，且死，張目曰：『天道神明，無枉忠臣。』」 千總楊國棟因為不肯順從楊嗣昌意思修改塘報，堅持象昇已戰死，而被處極刑。崇禎急調洪承疇部北上勤王，剿寇策略遂功虧一簣。後李自成往河南發展。
崇禎十三年（1640年）二月七日，朝廷特命楊嗣昌以大學士督師，賜尚方寶劍，前赴湖廣指揮圍剿張獻忠等。嗣昌與陝西副將賀人龍、李國奇夾擊張獻忠於太平縣瑪瑙山（今四川萬源），史載“大破之，斬馘三千六百二十，墜巖谷死者無算。”崇禎表示嘉許，有手谕曰：“卿自昨年九月初六日辞朝至今，半载有余，无日不悬朕念，与行间将士劳苦倍尝，而须发尽白，深轸朕怀。又闻卿调度周密，赏罚严明，深慰朕平寇安民之意图”。接下來寒溪寺、盐井、木瓜溪等地連戰皆捷。但此時明朝官軍內部矛盾重重，諸將多不用命，賀人龍與左良玉皆擁兵自重，不聽使喚。杨嗣昌下令：赦免农民军将领罗汝才等人的罪状，唯独张献忠不赦，有擒张献忠者，赏白銀五千两，錦衣衛指揮使世襲；斬殺張獻忠者二千兩，錦衣衛指揮僉事世襲。张献忠則戲謔地回應稱：“有斩督師（杨嗣昌）来者，赏银三钱。”還四處張貼，嗣昌非常害怕且驚訝，認為左右都是张献忠的臥底。
崇禎十四年（1641年）正月，李自成陷洛阳，烹福王朱常洵。二月初四半夜，張獻忠一日夜馳三百里出四川，奇襲襄陽，初五日，在西门城樓殺襄王朱翊銘。朝野震驚，時人認為藩王遇難，將領必須負責，所以嗣昌憂懼交加，嗣昌在给湖广巡抚宋一鹤的信中寫道：“天降奇祸，突中襄藩，僕呕血伤心，束身俟死，无他说矣。”舊病復發，吐血甚多，已病入膏肓，監軍萬元吉問他為何不報知皇上？楊嗣昌只吐出兩個字：“不敢！”二月初一日，病死沙市徐家园。杨嗣昌死，自此战争主动权转入闖军手中。兵部尚书陈新甲以陕西三边总督丁启睿接替督师，並起用原兵部尚书傅宗龙继任陕西三边总督，负责剿寇。
此后张献忠攻破武陵，特恨楊嗣昌，掘其七世祖坟，焚其夫妇灵柩，并把其尸体斩断出血。

## 評價
崇祯帝临朝叹息：“自杨嗣昌殁，无复有能督师平贼者。”又親書祭文，曰：“惟卿志切匡时，心存许国，……赍志深渊，功未遂而劳可嘉，人已亡而瘁堪悯。……英魂有知，尚其祗服”。
張獻忠戲稱：「前有邵巡撫，常來團轉舞。後有廖參軍，不戰隨我行。好個楊閣部，離我三天路。」諷刺巡撫邵捷春、參軍廖大亨、閣部楊嗣昌等官兵無能。
黄道周罵杨嗣昌“下无无父之子，亦无不臣之子。卫开方不省其亲，管仲至比之豭狗；李定不丧继母，宋世共指为人枭。今遂有不持两服，坐司马堂如杨嗣昌者。”
彭孙贻曰：“兵兴以来，辽饷、练饷计亩日增，民蹙蹙靡所驰骋，嗣昌复进均输之说，以重困吾民。是以胥天下而驱为盗也。”“杨嗣昌，险夫哉，一言而亡国！”
邹漪曰：“至以加饷殃民为武陵（杨嗣昌）罪，……后之君子未尝设身处地，而苛求不已，恐未可为定论”。
楊嗣昌篤信佛法，曾在戰時召集軍官、幕僚講解《妙法蓮華經》以祈福，彭遵泗評曰：“文弱其將敗乎？擁百萬之眾，戎服講經，其衰已甚，將何以哉？”
《明季北略》中记载时任饷司的杨嗣昌曾奏言南方饥荒严重，并感慨：“今日百姓尚知讨贼，尚可催科，只恐百姓自己作贼，谁为我皇上催科者？”，后未曾想到“百姓自己作贼”后成为事实（李自成起事）。